# Михайлов-Стоян, Константин
Константи́н Ива́нович Миха́йлов-Сто́ян (болг. Константин Иванович Михайлов-Стоян, настоящая фамилия Стоян (Стоян-Себов), псевдонимы — Михайлов и Светлов-Стоян; 25 марта [6 апреля] 1853, Великий Буялык, Херсонская губерния — 13 [26] июня 1914, София) — болгарский оперный певец (лирико-драматический тенор), оперный режиссёр, педагог и общественный деятель.

## Биография
Родился в болгарской семье, проживавшей в Бессарабии. С 1881 года жил в Симферополе, где начинал хористом в оперетте, а затем стал выступать в ведущих партиях. С 1879 года обучался вокалу в Петербургской консерватории у Василия Самуся. Некоторое время спустя стал выступать в различных провинциальных труппах. В 1882—1886 годах — в труппах Марка Кропивницкого и Михаила Старицкого. В 1888—1890 и в 1897—1898 годах — солист Большого театра. В 1890—1893 годах выступал в Товариществе оперных артистов Ипполита Прянишникова. В 1893—1894 годах — солист Мариинского театра, с 1894 года пел на оперных сценах Одессы, Киева, Саратова, Казани, Нижнего Новгорода. В 1897 году сам организовал оперное товарищество, с которым выступал в Витебске, Керчи, Смоленске. Пел на сцене с такими певцами, как Александр Антоновский, Василий Грицай, Алевтина Пасхалова, Ипполит Прянишников, Иоаким Тартаков, Маргарита Эйхенвальд, Леонид Собинов и другими. В Москве принимал участие в концертах музыкально-этнографической комиссии, на которых исполнял народные песни. Занимался педагогической деятельностью.
С 1907 года жил в Софии. В 1908 году стал одним из организаторов «Болгарского оперного товарищества», где состоял певцом, режиссёром и директором (в 1921 году на основе этого товарищества была создана Софийская народная опера). Впервые поставил в Болгарии оперы русских, болгарских и европейских композиторов.

## Партии
- «Трубадур» Верди — Манрико
- «Травиата» Верди — Альфред
- «Риголетто» Верди — Герцог
- «Аида» Верди — Радамес
- «Волшебная флейта» Моцарта — Тамино
- «Паяцы» Леонкавалло — Канио, Арлекин
- «Тангейзер» Вагнера — Тангейзер
- «Севильский цирюльник» Россини — Альмавива
- «Сельская честь» Масканьи — Турриду
- «Роберт-Дьявол» Мейербера — Рембо
- «Галька» Монюшко — Йонтек
- «Дубровский» Направника — Дефорж
- «Руслан и Людмила» Глинки — Баян, Финн
- «Русалка» Даргомыжского — Князь
- «Фауст» Гуно — Фауст
- «Запорожец за Дунаем» Гулак-Артемовского — Андрей
- «Князь Игорь» Бородина — Владимир Игоревич, Ерошка
- «Борис Годунов» Мусоргского — Мисаил
- «Черевички» Чайковского — Школьный учитель
- «Чародейка» Чайковского — Паисий
- «Пиковая дама» Чайковского — Герман
- «Евгений Онегин» Чайковского — Ленский, Трике
- «Демон» Рубинштейна — Синодал
- «Юдифь» Серова — Вагоа
- «Вражья сила» Серова — Вася
- «Рогнеда» Серова — Княжой дурак
- «Майская ночь» Римского-Корсакова — Левко

## Литературные сочинения
- Исповедь тенора. Т. 1—2. — M., 1895—1896.
- Генезис, анализ и метод естественного пения. Руководство к быстрому достижению правильного и хорошего пения. — М., 1898.
- Наш театр и его нужды. — М., 1901.
- Два гения — две сестры. К 100-летнему юбилею М. И. Глинки. — СПб., 1904.
- Судьба России в «Руслане и Людмиле». (Пророчество и история в «Руслане и Людмиле»). — СПб., 1905.
- Наши народные песни и законы вокальности в их колыбели и общественной жизни. — Минск, 1912.
- По въпроса за основянето на българска народна опера. — София, 1907.